# Cepphus
Cepphus is een geslacht van vogels uit de familie alken (Alcidae). Het geslacht telt drie soorten.
De geslachten Uria en Cepphus vormen samen de zeekoeten.

## Soorten
- Cepphus carbo – Brilzeekoet
- Cepphus columba – Duifzeekoet
- Cepphus grylle – Zwarte zeekoet